# 平息乡
平息乡，是中华人民共和国四川省资阳市简阳市曾经下辖的一个乡。2019年12月，撤销安乐乡、平息乡，将原安乐乡和原平息乡所属行政区域划归施家镇管辖。

## 行政区划
平息乡撤销前下辖以下地区：
安庆村、白羊村、曹家村、古桥村、民合村、清水村、太安村、新安村、义和村、永福村、云林村、枣子村、张林村和竹山村。